# The Sure Hand of God
Pour plus de détails, voir Fiche technique et Distribution.
The Sure Hand of God est un film américain réalisé par Michael Kolko, sorti en 2004.

## Fiche technique
- Titre original : The Sure Hand of God
- Réalisation : Michael Kolko
- Scénario : Horace Wilson, d'après le roman Le Doigt de Dieu d'Erskine Caldwell
- Décors : David F. Bornstein
- Costumes : Shawnelle Cherry
- Photographie : Joseph Montgomery
- Montage : Josh Muscatine
- Musique : Robb Navrides
- Production : Sonia Wilson, Horace Wilson, Ilan Lewinger, Michael Kolko
  - Coproduction : Gregg Glickman
- Pays d'origine : États-Unis
- Année : 2004
- Langue originale : anglais
- Format : couleur – 35 mm
- Genre : drame
- Durée : nc
- Date de sortie : 
  - États-Unis : 18 février 2004

## Distribution
- Gail O'Grady : Molly Bowser
- Jennifer Morrison : Lily Bowser
- Will Wallace : Claude Stevens
- Daniel Roebuck : Marcus Bowser
- Gregory Jbara : Rév. Bigbee
- Bitty Schram : Christine Bigbee
- James Eckhouse : Benny Ballard
- Susan Ruttan : Lucy Trotter
- Nate Richert : Perry Trotter
- Clint Howard : Clyde Trotter
- Dick Van Patten : Jamie Denton
- Robert Cicchini : Joe
- Gordon Clapp : Jefferson T. Stevens
- Rick Scarry : Sam Wiggins